# بورغ هولم
بورغ هولم (بالدنماركية: Børge Holm)‏ (7 ديسمبر 1910 – 12 أبريل 1971) هو ملاكم دنماركي راحل، مثّل بلاده في الألعاب الأولمبية الصيفية 1936.

## روابط خارجية
بورغ هولم على موقع أوليمبيديا (الإنجليزية)